# Rue à Venise
Rue à Venise (ou Une scène de rue à Venise) est une peinture à l'huile sur panneau de bois réalisée vers 1882 par l'artiste américain John Singer Sargent (1856–1925). Peinte de manière impressionniste, elle se situe dans une ruelle calme de la Calle Larga dei Proverbi, près du Grand Canal à Venise. Le tableau montre une jeune femme marchant le long des dalles, agitant sa jupe du pied droit, observée par deux hommes dans l'ombre à sa gauche. D'après la manière dont Sargent dépeint ses yeux baissés et le rythme apparemment rapide avec lequel elle dépasse les deux hommes, le peintre s'intéresse principalement au regard masculin envahissant et à son effet sur la femme qui passe.
Le tableau est conservé à la National Gallery of Art à Washington, DC.
Le tableau est l'une des nombreuses scènes vénitiennes peintes ou dessinées pendant son séjour dans la ville par Sargent, qui a passé la majeure partie de sa vie en Europe. Comme dans ses autres œuvres, il ignore largement les caractéristiques architecturales pour lesquelles la ville est la plus connue et se concentre plutôt sur la représentation audacieuse des ruelles. L'influence de l'impressionnisme est évidente dans un certain nombre de caractéristiques de cette œuvre, en particulier dans les larges coups de pinceau de la robe et le cadrage inhabituel de la composition.
Plusieurs œuvres de John Singer Sargent de la même époque portent le même nom.

## Histoire
Rue à Venise est exposé pour la première fois en 1882 à la Galerie Georges Petit à Paris. Il est acheté par Elizabeth Chanler de Boston en 1888, qui le donne à l'architecte américain Stanford White en échange de services professionnels. En 1962, le tableau est acquis par la National Gallery of Art de Washington, où il est exposé en permanence.

## Description et analyse

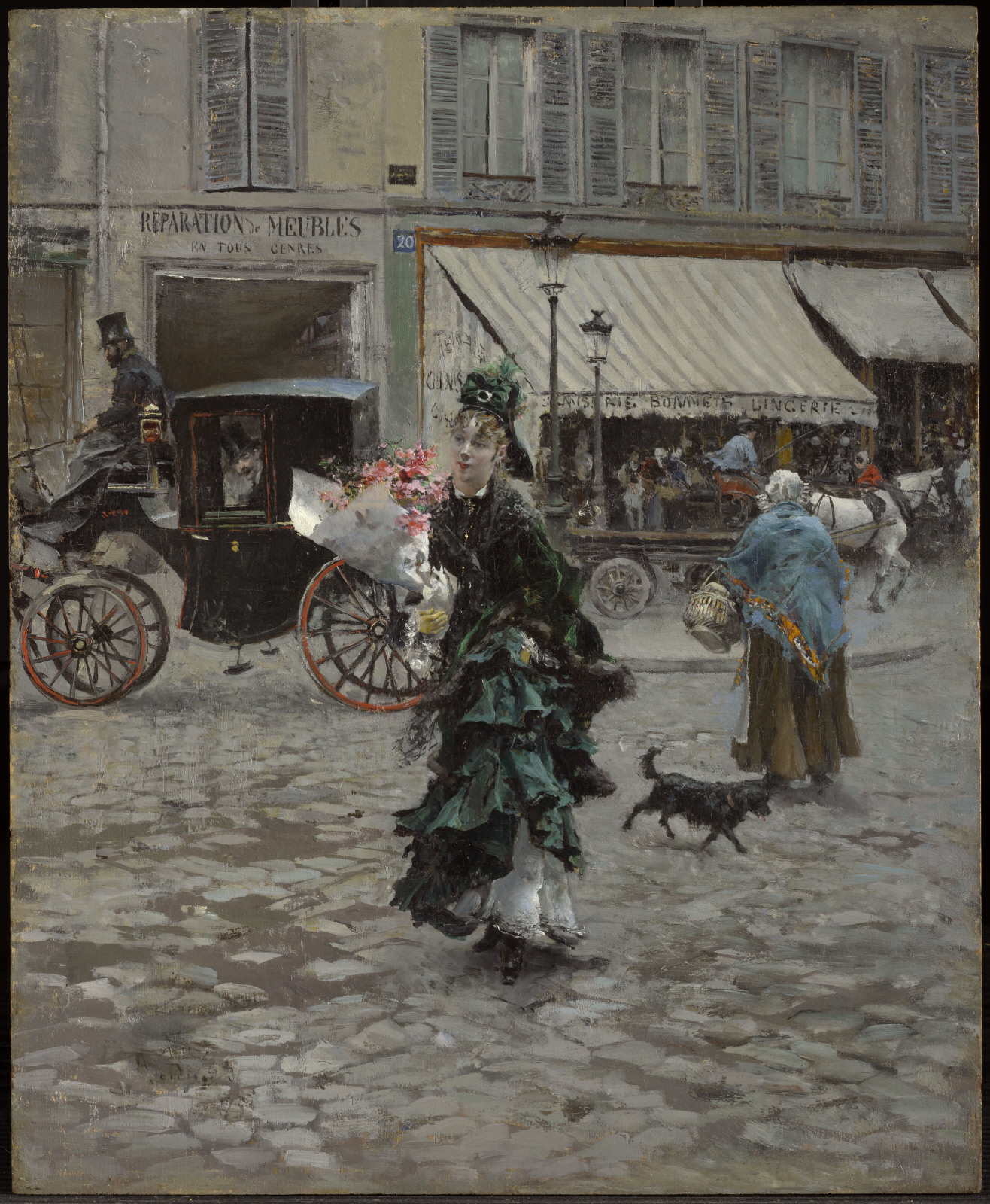
Giovanni Boldini, En traversant la rue, 1875, Clark Art Institute, Williamstown (Massachusetts).

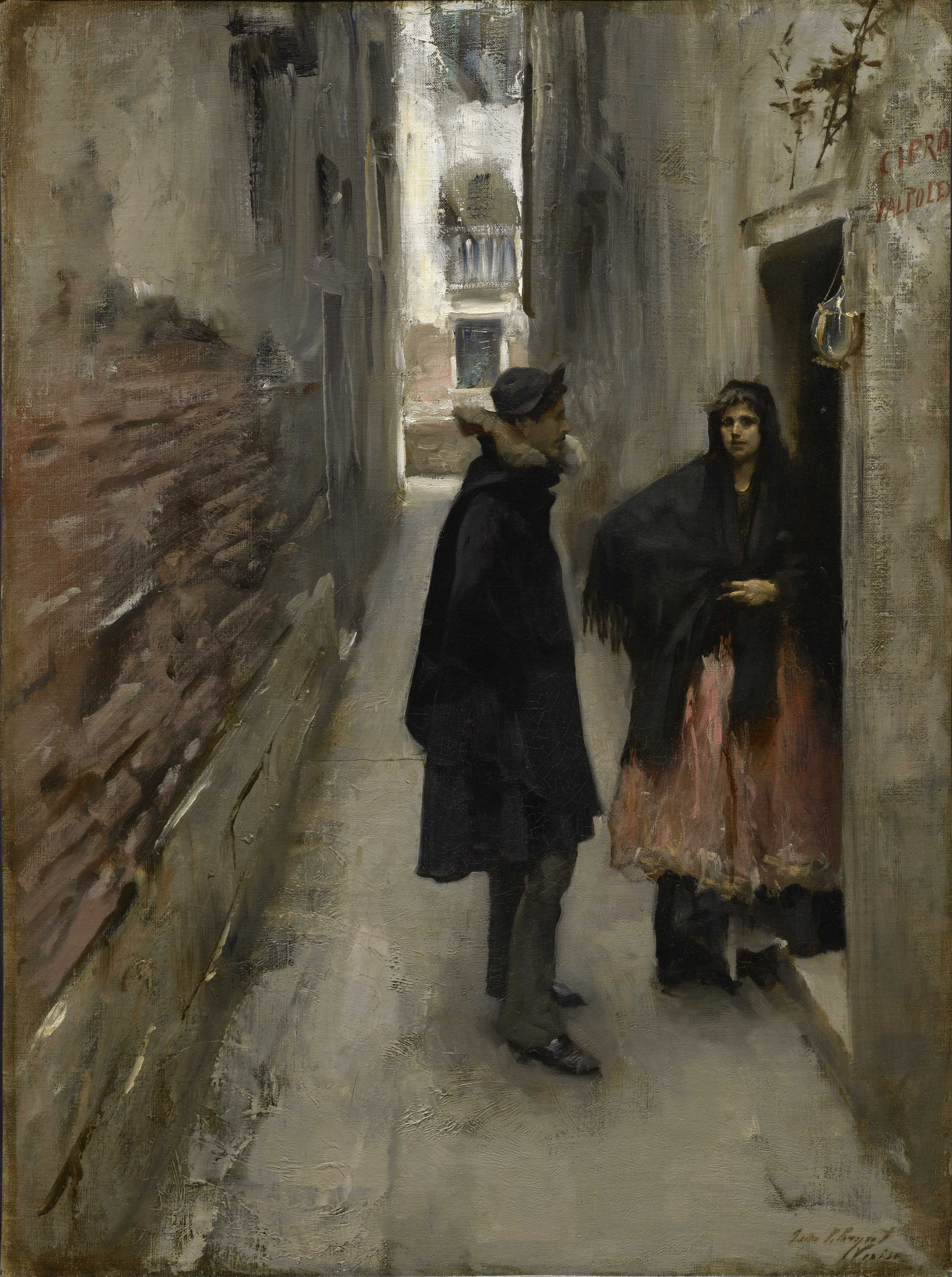
Une rue à Venise, 1880-81. Cette œuvre contient une utilisation similaire du clair-obscur et du cadrage géométrique.

La femme est observée par l'un des deux hommes aux couleurs sombres, en conversation à droite de la composition. Au milieu de l'arrière-plan, un couple est assis à l'extérieur d'un café ou d'un bar, également en pleine conversation. Le couple ne s'intéresse qu'à eux-mêmes, contrairement aux hommes. Le regard de l'un d'eux suit la jeune fille, tandis que les yeux baissés de la femme évitent délibérément leur attention. Son châle et l'ourlet de sa jupe sont représentés flottants, suggérant qu'elle se déplace rapidement devant eux.
Le décor de Venise est significatif ; l'artiste a placé le moment loin de l'environnement cosmopolite de Londres, Paris ou New York, des villes qui lui sont plus familières et qu’il considère comme plus raffinées.
Dans sa composition et son ambiance, le tableau a été lié par l'écrivain Margaret Conrads au tableau antérieur En traversant la rue de Giovanni Boldini, qui a vécu à Venise en 1880. Semblable aux autres scènes vénitiennes de Sargent, la rue est en grande partie sombre, les personnages périphériques dans l'ombre, tandis que la lumière se répand sur les bâtiments au loin.
Dans son utilisation de larges zones sombres se détachant sur un fond plus clair utilisé pour donner forme aux personnages, il semble influencé par Diego Vélasquez.
L'influence de Sargent sur la photographie de Venise, en particulier sur les œuvres de Carlo Naya (1816–1882), peut être constatée dans la façon dont le tableau est cadré de près et dans la capture presque photographique du mouvement à un moment donné.
Le tableau est composé d'une série de rectangles descendants disposés de manière quasi télescopique, à l'extérieur desquels un pan de ciel bleu allège la tonalité claustrophobe marquée par les angles descendants qui se rejoignent au niveau de la tête de la jeune fille. Il est en grande partie rendu en monochrome, bien qu'il y ait des touches de rouge dans le peigne de la femme, de sa robe et dans le café derrière elle. Cependant, dans l'ensemble, l'artiste s'intéresse davantage au ton qu'à la couleur.